# Список національних парків Албанії
Національні парки Албанії включають 14 національних парків та морський парк. Вони охоплюють площу 2106,68 км² або приблизно 6,7 % загальної території Албанії. Національна політика щодо управління та управління національними парками реалізується Міністерством навколишнього середовища Албанії.

## Список національних парків Албанії
| Фото | Назва                                                                 | Площа                            | Засновано | Розташування                                                                                         |
| ---- | --------------------------------------------------------------------- | -------------------------------- | --------- | --- |
|      | Морський парк Карабурун-Сазан Parku Kombëtar Detar Karaburun-Sazan    | 12 570,82 гектара (125,7082 км2) | 2010      | |
|      | Національний парк Бутринті Parku Kombëtar i Butrintit                 | 9 424,4 гектара (94,244 км2)     | 1966      | Список національних парків Албанії. Карта розташування: Албанія · Список національних парків Албанії |
|      | Національний парк Логара Parku Kombëtar i Llogarasë                   | 1 010 гектарів (10,1 км2)        | 1966      | Список національних парків Албанії. Карта розташування: Албанія · Список національних парків Албанії |
|      | Національний парк Шебенік-Ябланіца Parku Kombëtar Shebenik-Jabllanicë | 33 927,7 гектара (339,277 км2)   | 2008      | Список національних парків Албанії. Карта розташування: Албанія · Список національних парків Албанії |
|      | Національний парк Преспа Parku Kombëtar i Prespës                     | 27 750 гектарів (277,5 км2)      | 1999      | Список національних парків Албанії. Карта розташування: Албанія · Список національних парків Албанії |
|      | Національний парк Дів'яке-Караваста Parku Kombëtar Divjakë-Karavasta  | 22 230 гектарів (222,3 км2)      | 2007      | Список національних парків Албанії. Карта розташування: Албанія · Список національних парків Албанії |
|      | Національний парк Теті Parku Kombëtar i Thethit                       | 2 630 гектарів (26,3 км2)        | 1966      | Список національних парків Албанії. Карта розташування: Албанія · Список національних парків Албанії |
|      | Національний парк Долина Валбони Parku Kombëtar Lugina e Valbonës     | 8 000 гектарів (80 км2)          | 1996      | Список національних парків Албанії. Карта розташування: Албанія · Список національних парків Албанії |
|      | Національний парк Томорр Parku Kombëtar i Tomorrit                    | 26 106 гектарів (261,06 км2)     | 1996      | Список національних парків Албанії. Карта розташування: Албанія · Список національних парків Албанії |
|      | Національний парк Люра Parku Kombëtar i Lurës                         | 1 280 гектарів (12,8 км2)        | 1966      | Список національних парків Албанії. Карта розташування: Албанія · Список національних парків Албанії |
|      | Національний парк Дайт Parku Kombëtar i Dajtit                        | 29 384,18 гектара (293,8418 км2) | 1966      | Список національних парків Албанії. Карта розташування: Албанія · Список національних парків Албанії |
|      | Національний парк Готова-Дангел Parku Kombërar Bredhi i Hotovës       | 34 361,1 гектара (343,611 км2)   | 2008      | Список національних парків Албанії. Карта розташування: Албанія · Список національних парків Албанії |
|      | Національний парк Кафа-Штама Parku Kombëtar i Qafë Shtamës            | 2 000 гектарів (20 км2)          | 1996      | Список національних парків Албанії. Карта розташування: Албанія · Список національних парків Албанії |
|      | Національний парк Дренова Parku Kombëtar Bredhi i Drenovës            | 1 380 гектарів (13,8 км2)        | 1966      | Список національних парків Албанії. Карта розташування: Албанія · Список національних парків Албанії |
|      | Національний парк Долина річки Гаш Parku Kombëtar Lugina e Gashit     | 140 гектарів (1,4 км2)           | 1996      | Список національних парків Албанії. Карта розташування: Албанія · Список національних парків Албанії |